# فناوری نصب-سطحی

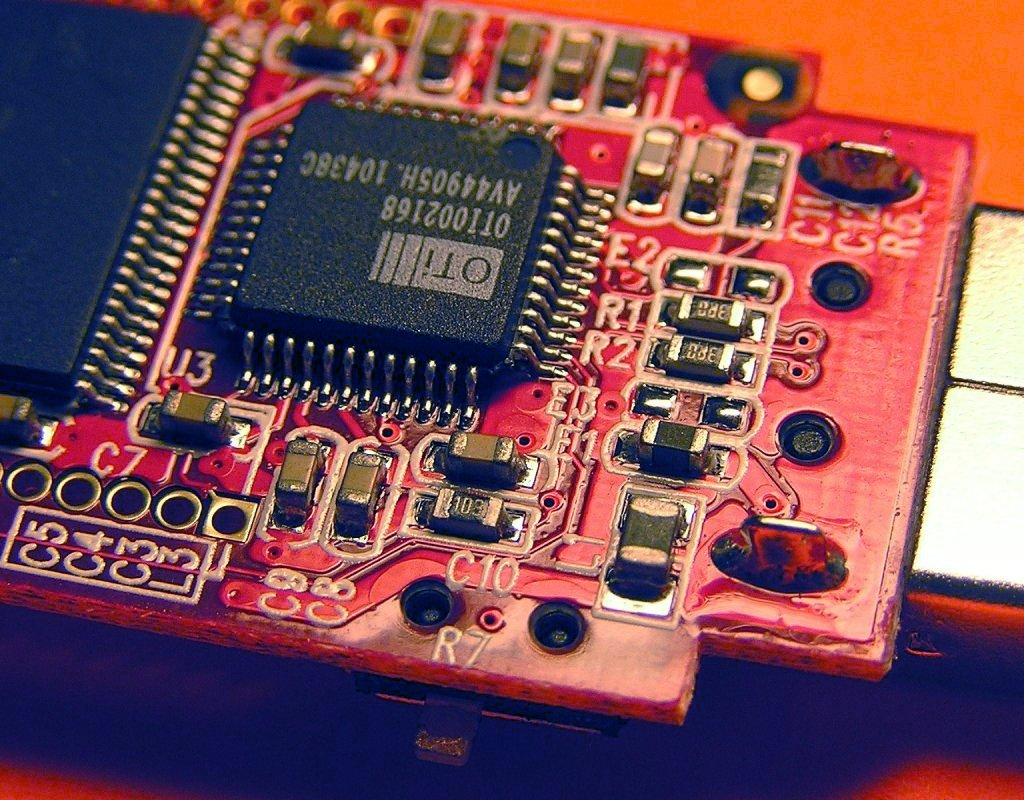
قطعات نصب شده توسط فناوری نصب-سطحی بر روی برد مدار یک فلش درایو.

فناوری نصب-سطحی (به انگلیسی: Surface-mount technology) (به اختصار اس‌ام‌تی (به انگلیسی: SMT)) روشی برای ساخت مدارهای الکترونیکی است که در آن، قطعات الکترونیک مستقیماً بر روی سطح برد مدار چاپی قرار داده می‌شوند. دستگاه الکترونیکی ساخته شده به این روش دستگاه نصب-سطحی (به انگلیسی: Surface-Mount Device (SMD)) نامیده می‌شود. این فناوری در صنعت جایگزین فناوری سوراخ-کامل شده‌است. بر روی یک بورد می‌توان از هر دو فناوری استفاده کرد به گونه‌ای که قطعاتی که برای نصب توسط فناوری نصب-سطحی مناسب نیستند از قبیل ترنسفورمرهای بزرگ یا قطعاتی که دارای هیت-سینک هستند، از فناوری سوراخ-کامل استفاده گردد.

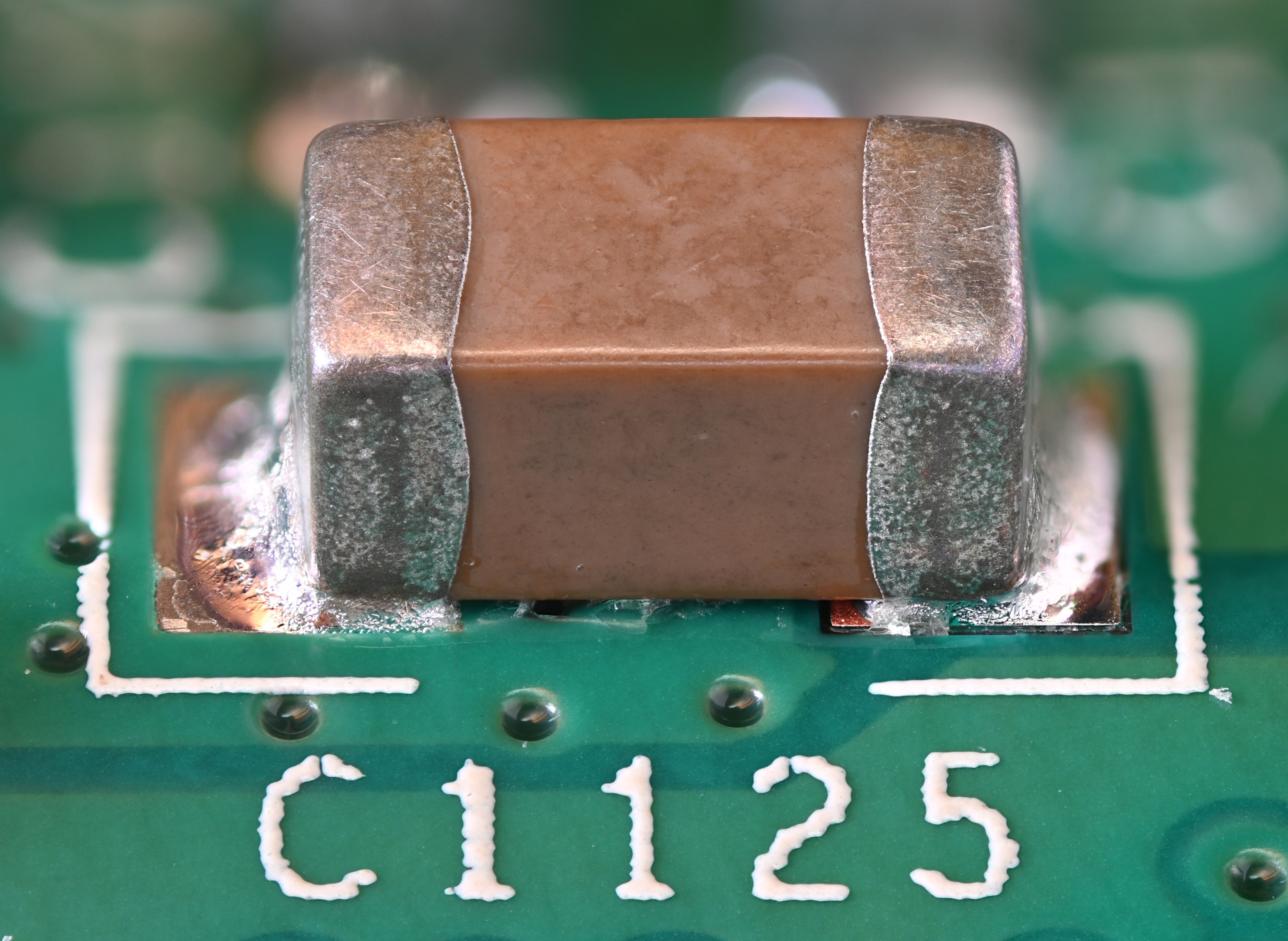
یک خازن SMD

استفاده از فناوری نصب-سطحی باعث افزایش سرعت تولید می‌شود اما از طرفی به دلیل کوچک شدن اندازه قطعات و افزایش تراکم نصب آنها، میزان ریسک خرابی نیز افزایش می‌یابد. در چنین شرایطی، تشخیص عیوب عاملی حیاتی در فناوری نصب-سطحی است. 

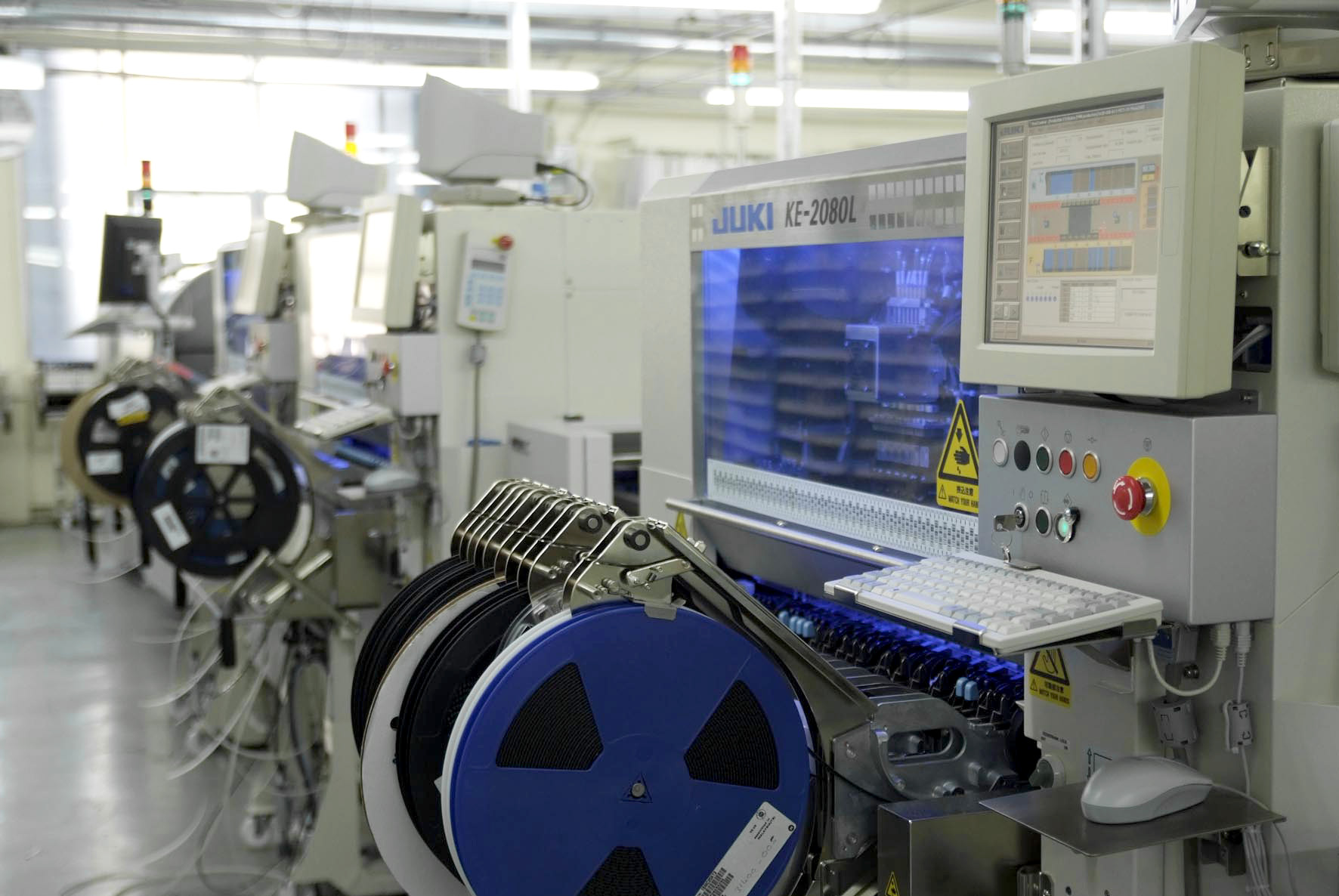
نمایی از خط مونتاژ مجهز به فن آوری نصب سطحی

## حروف اختصاری متداول
| SMp term | Expanded form                                                            | ترجمه                                                                  |
| -------- | ------------------------------------------------------------------------ | ---------------------------------------------------------------------- |
| SMD      | Surface-mount devices (active, passive and electromechanical components) | دستگاه نصب-سطحی (اجزای فعال، غیرفعال و اجزای الکترومکانیکی)            |
| SMT      | Surface-mount technology (assembling and mounting technology)            | فناوری نصب-سطحی (فناوری مونتاژ و نصب اجزا)                             |
| SMA      | Surface-mount assembly (module assembled with SMT)                       | مجموعه مونتاژی نصب-سطحی (مجموعه ای که توسط فناوری SMT نصب شده‌است)      |
| SMC      | Surface-mount components (components for SMT)                            | قطعه نصب-سطحی (قطعاتی که برای نصب توسط SMT استفاده می‌شوند)             |
| SMP      | Surface-mount packages (SMD case forms)                                  | پکیج‌های نصب-سطحی                                                       |
| SME      | Surface-mount equipment (SMT assembling machines)                        | تجهیزات نصب-سطحی (دستگاه‌های مورد استفاده برای مونتاژ قطعات به روش SMT) |

## مزایا
مزایای اصلی فناوری نصب-سطحی نسبت به فناوری قدیمی‌تر سوراخ-کامل به شرح زیر می‌باشد:
- قطعات کوچکتر
- تراکم نصب قطعات خیلی بالاتر (نسبت قطعات نصب شده به واحد سطح) و تعداد اتصالات خیلی بیشتر به ازای هر قطعه
- می‌توان اجزا را در هر دو طرف صفحه مدار نصب کرد.
- تراکم بالاتر اتصالات و مسیرکشی به دلیل اینکه سوراخ‌ها مسیرها را مسدود نمی‌کنند.
- خطاهای کوچک در جایگذاری صحیح قطعات به دلیل کشش سطحی لحیم ذوب شده و کشیده شدن قطعات در تراز با پد لحیم، به صورت خودکار برطرف می‌شود.
- عملکرد مکانیکی بهتر در صورت قرار گرفتن در معرض شوک و ارتعاش (به دلیل سبکی و نداشتن بازوی لنگر)
- مقاومت و القای الکتریکی کمتر در اتصال و در نتیجه عملکرد فرکانس-بالای بهتر
- نیاز به سوراخکاری کمتر (سوراخکاری وقت گیر و هزینه تراش است)
- هزینه ابتدایی و زمان تنظیم کمتر در تولید انبوه توسط ماشین‌های اتوماتیک
- مونتاژ ساده‌تر و اتوماتیک. بعضی دستگاه‌ها قادر به نصب ۱۳۶۰۰۰ قطعه در عرض یک ساعت هستند.
- بسیاری از قطعات SMT ارزان‌تر از قطعات مورد استفاده در فناوری سوراخ-کامل هستند.

## معایب
- SMT برای ساخت قطعات بزرگ توان-بالا یا ولتاژ-بالا مناسب نیستند. استفاده از فناوری نصب-سطحی در کنار فناوری سوراخ-کامل متداول است.
- استفاده تنها از SMT برای ساخت قطعاتی که در معرض تنش‌های مکانیکی هستند مناسب نیست، مانند کانکتورهایی که نیاز است مرتباً نصب و جدا شوند.
- لحیم مورد استفاده در SMT در فرایند Potting (ژلاتین ریزی در داخل برخی قطعات برای جلوگیری مقاومت در برابر ارتعاش و محافظت در برابر عوامل خارجی) به دلیل قرار گرفتن در معرض گرما می‌تواند آسیب ببیند.

## پکیج‌ها

نمونه ای از اندازه قطعات SMT

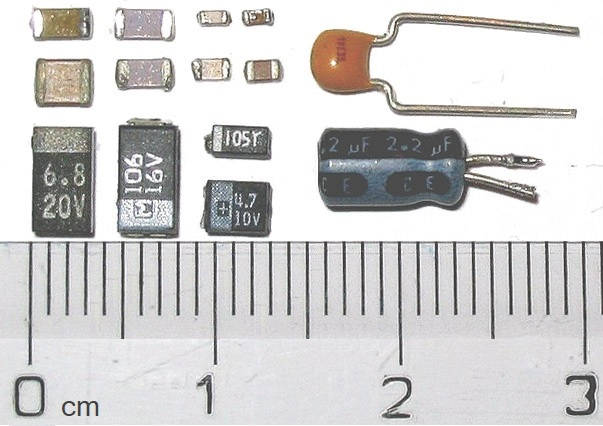
خازن‌های SMT (سمت چپ) در مقایسه با خازن‌های Thru-hole (سمت راست)

قطعات نصب-سطحی معمولاً از همتایان پایه‌دار خود کوچکتر هستند، و طوری طراحی شده‌اند که به جای انسان توسط ماشین‌ها جایگذاری شوند. صنعت الکترونیک اندازه‌ها و شکل‌های استانداردسازی شده‌ای دارد (اصلی‌ترین مؤسسه استانداردسازی آن JEDEC است). این پکیج‌ها شامل موارد زیر است:
کدهای داده شده در جداول زیر معمولاً اعداد را بر حسب دهم میلیمتر یا صدم اینچ بیان می‌کنند. برای مثال یک قطعه ۲۵۲۰ متریک دارای ابعاد ۲٫۵ در ۲ میلیمتر می‌باشد.

### پکیج‌های دوترمیناله

#### اجزای مستطیلی منفعل
اکثراً شامل مقاومت و خازن می‌شود.
| Package | Package  | Approximate dimensions, length × width | Approximate dimensions, length × width | Typical resistor power rating (W) |
| Metric  | Imperial | Approximate dimensions, length × width | Approximate dimensions, length × width | Typical resistor power rating (W) |
| ------- | -------- | -------------------------------------- | -------------------------------------- | --------------------------------- |
| ۰۲۰۱    | ۰۰۸۰۰۴   | 0.25 mm × 0.125 mm                     | 0.010 in × 0.005 in                    |                                   |
| ۰۳۰۱۵   | ۰۰۹۰۰۵   | 0.3 mm × 0.15 mm                       | 0.012 in × 0.006 in                    | 0.02                              |
| ۰۴۰۲    | ۰۱۰۰۵    | 0.4 mm × 0.2 mm                        | 0.016 in × 0.008 in                    | 0.031                             |
| ۰۶۰۳    | ۰۲۰۱     | 0.6 mm × 0.3 mm                        | 0.02 in × 0.01 in                      | 0.05                              |
| ۱۰۰۵    | ۰۴۰۲     | 1.0 mm × 0.5 mm                        | 0.04 in × 0.02 in                      | 0.062–0.1                         |
| ۱۶۰۸    | ۰۶۰۳     | 1.6 mm × 0.8 mm                        | 0.06 in × 0.03 in                      | 0.1                               |
| ۲۰۱۲    | ۰۸۰۵     | 2.0 mm × 1.25 mm                       | 0.08 in × 0.05 in                      | 0.125                             |
| ۲۵۲۰    | ۱۰۰۸     | 2.5 mm × 2.0 mm                        | 0.10 in × 0.08 in                      |                                   |
| ۳۲۱۶    | ۱۲۰۶     | 3.2 mm × 1.6 mm                        | 0.125 in × 0.06 in                     | 0.25                              |
| ۳۲۲۵    | ۱۲۱۰     | 3.2 mm × 2.5 mm                        | 0.125 in × 0.10 in                     | 0.5                               |
| ۴۵۱۶    | ۱۸۰۶     | 4.5 mm × 1.6 mm                        | 0.18 in × 0.06 in                      |                                   |
| ۴۵۳۲    | ۱۸۱۲     | 4.5 mm × 3.2 mm                        | 0.18 in × 0.125 in                     | 0.75                              |
| ۴۵۶۴    | ۱۸۲۵     | 4.5 mm × 6.4 mm                        | 0.18 in × 0.25 in                      | 0.75                              |
| ۵۰۲۵    | ۲۰۱۰     | 5.0 mm × 2.5 mm                        | 0.20 in × 0.10 in                      | 0.75                              |
| ۶۳۳۲    | ۲۵۱۲     | 6.3 mm × 3.2 mm                        | 0.25 in × 0.125 in                     | 1                                 |
| ۷۴۵۱    | ۲۹۲۰     | 7.4 mm × 5.1 mm                        | 0.29 in × 0.20 in                      |                                   |

#### خازن‌های تانتالی[۷][۸]
| Package                      | Length, typ. × width, typ. × height, max. |
| ---------------------------- | ----------------------------------------- |
| EIA 2012-12 (KEMET R, AVX R) | 2.0 mm × 1.3 mm × 1.2 mm                  |
| EIA 3216-10 (KEMET I, AVX K) | 3.2 mm × 1.6 mm × 1.0 mm                  |
| EIA 3216-12 (KEMET S, AVX S) | 3.2 mm × 1.6 mm × 1.2 mm                  |
| EIA 3216-18 (KEMET A, AVX A) | 3.2 mm × 1.6 mm × 1.8 mm                  |
| EIA 3528-12 (KEMET T, AVX T) | 3.5 mm × 2.8 mm × 1.2 mm                  |
| EIA 3528-21 (KEMET B, AVX B) | 3.5 mm × 2.8 mm × 2.1 mm                  |
| EIA 6032-15 (KEMET U, AVX W) | 6.0 mm × 3.2 mm × 1.5 mm                  |
| EIA 6032-28 (KEMET C, AVX C) | 6.0 mm × 3.2 mm × 2.8 mm                  |
| EIA 7260-38 (KEMET E, AVX V) | 7.2 mm × 6.0 mm × 3.8 mm                  |
| EIA 7343-20 (KEMET V, AVX Y) | 7.3 mm × 4.3 mm × 2.0 mm                  |
| EIA 7343-31 (KEMET D, AVX D) | 7.3 mm × 4.3 mm × 3.1 mm                  |
| EIA 7343-43 (KEMET X, AVX E) | 7.3 mm × 4.3 mm                           |

#### خازن‌های آلومینیومی[۹][۱۰][۱۱]
| Package                        | Dimensions        |
| ------------------------------ | ----------------- |
| Panasonic / CDE A, Chemi-Con B | 3.3 mm × 3.3 mm   |
| Panasonic B, Chemi-Con D       | 4.3 mm × 4.3 mm   |
| Panasonic C, Chemi-Con E       | 5.3 mm × 5.3 mm   |
| Panasonic D, Chemi-Con F       | 6.6 mm × 6.6 mm   |
| Panasonic E/F, Chemi-Con H     | 8.3 mm × 8.3 mm   |
| Panasonic G, Chemi-Con J       | 10.3 mm × 10.3 mm |
| Chemi-Con K                    | 13.0 mm × 13.0 mm |
| Panasonic H                    | 13.5 mm × 13.5 mm |
| Panasonic J, Chemi-Con L       | 17.0 mm × 17.0 mm |
| Panasonic K, Chemi-Con M       | 19.0 mm × 19.0 mm |

#### دیود طرح کوچک (Small outline diode (SOD))
| Package         | Dimensions            |
| --------------- | --------------------- |
| SOD-923         | ۰٫۸ × ۰٫۶ × 0.4 mm    |
| SOD-723         | ۱٫۴ × ۰٫۶ × 0.59 mm   |
| SOD-523 (SC-79) | ۱٫۲۵ × ۰٫۸۵ × 0.65 mm |
| SOD-323 (SC-90) | ۱٫۷ × ۱٫۲۵ × 0.95 mm  |
| SOD-128         | ۵ × ۲٫۷ × 1.1 mm      |
| SOD-123         | ۳٫۶۸ × ۱٫۱۷ × 1.60 mm |
| SOD-80C         | ۳٫۵۰ × ⌀ 1.50 mm      |

Metal electrode leadless face
اکثراً شامل مقاومت و دیود می‌شود؛ اجزای بشکه شکل، ابعاد مشابه با ابعاد مستطیلی دقیقاً یکسان نیستند.
| Package               | Dimensions, length × diameter | Typical resistor rating | Typical resistor rating |
| Package               | Dimensions, length × diameter | Power (W)               | Voltage (V)             |
| --------------------- | ----------------------------- | ----------------------- | ----------------------- |
| MicroMelf (MMU), 0102 | 2.2 mm × 1.1 mm               | ۰٫۲–۰٫۳                 | ۱۵۰                     |
| MiniMelf (MMA), 0204  | 3.6 mm × 1.4 mm               | ۰٫۲۵–۰٫۴                | ۲۰۰                     |
| Melf (MMB), 0207      | 5.8 mm × 2.2 mm               | ۰٫۴–۱٫۰                 | ۳۰۰                     |

DO-214
معمولاً برای رکتیفایر، دیود شاتکی و سایر دیودها استفاده می‌شود.
| Package        | Dimensions (incl. leads) |
| -------------- | ------------------------ |
| DO-214AA (SMB) | ۵٫۳۰ × ۳٫۶۰ × 2.25 mm    |
| DO-214AB (SMC) | ۷٫۹۵ × ۵٫۹۰ × 2.25 mm    |
| DO-214AC (SMA) | ۵٫۲۰ × ۲٫۶۰ × 2.15 mm    |

### پکیج‌های سه یا چهار ترمیناله
مقاومت طرح کوچک (Small-outline transistor)

### پکیج‌های شامل بیش از ۶ ترمینال

#### Grid arrays
- Ball grid array (BGA)
- Land grid array (LGA)
- Fine-pitch ball grid array (FBGA)]